# Кроссовый узел
Кросс (коммутационно-распределительное оборудование средств связи), кроссовый узел — помещение или пространство, отведенное под коммутацию телекоммуникационных проводов.

## Телефонные кроссы
Если идет речь о небольшой телефонной станции или локальной сети ЛВС, то это может быть место внутри коммуникационного шкафа, где размещаются коммутационные элементы.
Если речь идет о ведомственных АТС от 200 до 1000 номеров, то как правило это место в помещении АТС для размещения настенного или напольного коммутационного оборудования.
В более крупных ведомственных или городских АТС для этого используются как правило отдельные помещения и даже целые этажи.
Как правило существует абонентская (линейная) и станционная часть кросса. Станционная часть подключена к оборудованию, в абонентской разводятся кабельное хозяйство, которое идет к конечным пользователям (абонентам). Задачей кросса по сути и является объединение между собой этих частей, которое бы позволяло в одном месте управлять всеми подключениями и при необходимости реконфигурировать их без перекладки кабелей.

## Другие типы
С развитием технологий кроме обычных телефонных кроссов появились также:
- кроссы ЛВС, как правило выполнены на патч-панелях 5-й и выше категории;
- кроссы для оптического кабеля используются для коммутации оптических линий связи, а также для оконечивания оптических кабельных систем и перехода от волокна идущего внутри кабеля (ломкого и незащищенного, то есть не пригодного для коммутации) к оконечным гибким оптическим патчкордам.